# Antoine Targe
Antoine Targe, né le 2 août 1865 à Saint-Chamond et mort le 28 août 1942 à Vichy, est un officier d'artillerie et général français, grand-croix de la Légion d'honneur et médaillé militaire.
Polytechnicien (X1885), il se distingue lors de la pacification du Maroc puis au cours de la Première guerre mondiale. Général de brigade en 1915, puis général de division en 1917, il commande l’artillerie d'un corps d'armée, d'une armée puis commande une division d'infanterie. Après guerre il est membre du Conseil supérieur de la guerre et Inspecteur général du recrutement des militaires de carrière.
Membre du cabinet du général Louis André, ministre de la Guerre entre 1900 et 1904, il s'oppose au système de délation politique mis en place par son supérieur dans le cadre du système des fiches. Il est l'un des artisans de la réhabilitation d'Alfred Dreyfus.
Il est élevé à la dignité de grand-croix de la Légion d'honneur en 1926 puis décoré de la médaille militaire en 1928.

## Biographie

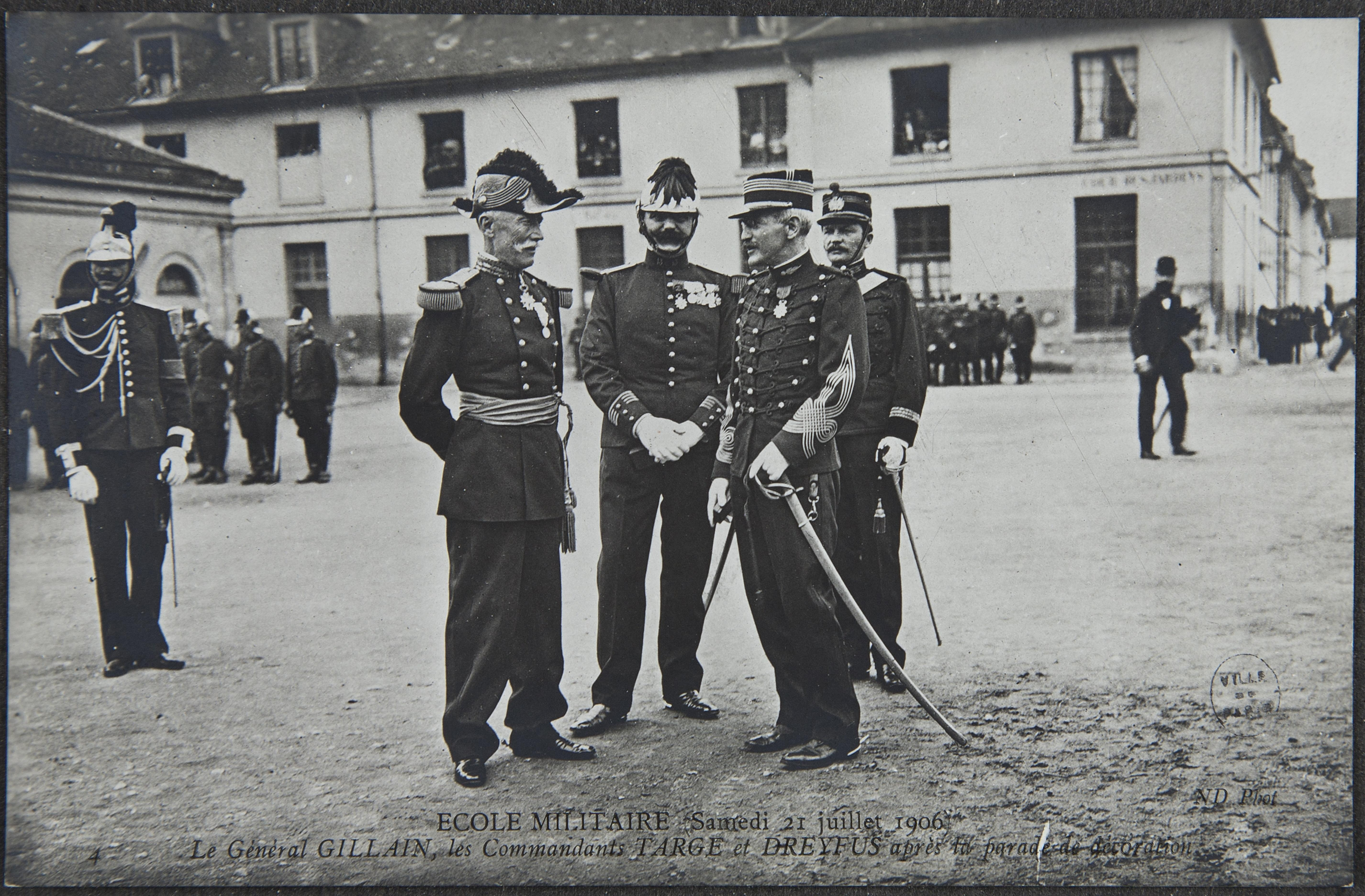
Réintégré dans l'armée, Alfred Dreyfus est décoré de la Légion d'honneur, le 21 juillet 1906. Il s'entretient ici avec le général Gillain et le commandant Targe (au centre) après la cérémonie tenue dans la petite cour des jardins de l'École militaire, au milieu du pavillon de l'artillerie.

## Décorations
- Médaille militaire (11 juillet  1928)
- Grand-croix de la Légion d'honneur (10 juillet 1926)
- Croix de Guerre 1914-1918 avec palmes
- Médaille interalliée de la Victoire
- Médaille commémorative de la Grande Guerre
- Médaille coloniale (Maroc, Soudan, Sénégal)
- Officier du Mérite Agricole